# Circle the Wagons
Circle the Wagons är ett musikalbum av det norska black metal-bandet Darkthrone, utgivet 2010 av skivbolaget Peaceville Records. Circle the Wagons är Darkthrones fjortonde studioalbum.

## Låtlista
1. "Those Treasures Will Never Befall You" – 4:21
2. "Running for Borders" – 4:04
3. "I Am the Graves of the 80s" – 3:07
4. "Stylized Corpse" – 7:33
5. "Circle the Wagons" – 2:46
6. "Black Mountain Totem" – 5:36
7. "I Am the Working Class" – 5:08
8. "Eyes Burst at Dawn" – 3:49
9. "Bränn inte slottet" – 4:37

- Text och musik: Fenriz (spår 1, 3, 5, 7, 9), Nocturno Culto (spår 2, 4, 8), 
Fenriz/Nocturno Culto (spår 6)

## Medverkande
Musiker (Darkthrone-medlemmar)
- Nocturno Culto (Ted Arvid Skjellum) – sång, gitarr, basgitarr, bakgrundssång
- Fenriz (Gylve Fenris Nagell) – trummor, sång, gitarr

Bidragande musiker
- Innlandet Mannskor – körsång
- Sverre Steinsland – körsång
- Kjell Arne Hudbreider – körsång
- Apollyon (Ole Jørgen Moe) – körsång
- Eivind – körsång

Produktion
- Nocturno Culto – producent, ljudtekniker, ljudmix
- Fenriz – producent, ljudtekniker, ljudmix
- Mats E. Tannåneset – ljudtekniker
- Henning Bortne – mastring
- Einar Sjursø – omslagsdesign
- Dennis Dread – omslagskonst
- Nagawika – illustrationer
- Jonas Schmidt – foto
- Elin Naper – foto
- Tim Karrenberg – foto
- Metspö – foto
- Sverre Steinsland – foto
- Maser'n – foto
- Rolf K. Medbøe – foto
- Tomas Lindberg – logo